# Садовский, Роберт
Ро́берт Садо́вский (рум. Robert Sadowski; 16 августа 1914, Черновцы, Цислейтания — 2000) — румынский футболист и хоккеист. В качестве футболиста играл на позиции вратаря и принял участие в чемпионате мира 1938 года. В качестве хоккеиста играл на позиции вингера и принял участие в трёх чемпионатах мира.

## Футбольная карьера

### Клубная карьера
Садовский родился 16 августа 1914 года в Черновцах, Австро-Венгрия, и начал играть в футбол в качестве вратаря в местном клубе «Мунчиторул». В 1935 году он отправился играть за АМЕФ из Арада, дебютировав в национальном чемпионате страны 29 сентября в матче 2:2 с «Глорией» Арад. После трёх сезонов в составе АМЕФ, в течение которых команда дважды финишировала на втором месте, он перешёл в бухарестский «Ювентус». Проведя два года в «Ювентусе», Садовский подписал контракт с соседним клубом «Рапид», где выиграл свой первый трофей в карьере — Кубок Румынии 1939/1940 годов. Тренер Иштван Авар выпустил его в решающей четвёртой финальной игре против «Венуса» из Бухареста (2:1) после того, как предыдущие три игры, в которых Роберт не играл, завершились вничью. В следующем сезоне он помог клубу занять второе место в лиге и выиграть ещё один Кубок Румынии. В финальном матче против «Униря Триколор» (4:3) тренер Юлиу Баратки выпустил Роберта в стартовом составе. В сезоне 1941/1942 Садовский помог «железнодорожникам» выиграть третий подряд Кубок Румынии, снова отыграв весь финал против клужской «Университати» (7:1). В 1947 году он покинул «Рапид» после того, как основным вратарём команды стал Валентин Стэнеску, и изначально играл за команду второго дивизиона, «Астра Романэ», но в итоге остался на высшем уровне ещё на один сезон c бухарестским «Чоканулом», последний раз выйдя на поле в лиге 5 мая 1948 года в выездном матче против «Жиула» (2:1) и сыграв в общей сложности 161 матч в соревновании. Вскоре после этого Садовский завершил свою карьеру, отыграв ещё два сезона за границей во французской Лиге 2 за «Монако».

### Карьера в сборной
Садовский сыграл за сборную Румынии пять матчей на международном уровне, дебютировав 6 сентября 1937 года под руководством тренера Константина Рэдулеску в гостевом матче против Югославии (1:2) на товарищеском турнире короля Кароля II. Год спустя тренеры национальной сборной Александру Сэвулеску и Рэдулеску приняли решение включить его в состав команды, участвовавшей на чемпионате мира во Франции. В первой игре против Кубы основным вратарём был Думитру Павлович, а сам матч завершился вничью 3:3. Садовский сыграл в переигровке, которая закончилась неожиданным поражением 2:1. В последующие годы он сыграл свои последние три игры: после чемпионата мира он принял участие в двух товарищеских матчах против Словакии (3:2) и Польши (0:0), а его последнее появление состоялось 2 мая 1948 года в домашнем матче против Албании (0:1) на Кубке Балкан 1948 года.

## Хоккейная карьера

### Клубная карьера
Садовский начал играть в хоккей с шайбой в 1935 году в бухарестском «Брагадиру», выступая на позиции правого вингера вместе с Константином Кантакузино и Андреем Бэрбулеску, и с первого же сезона выиграл Румынскую хоккейную лигу. Затем он несколько лет играл за команду своего родного города «Драгош Вода», с которой выиграл ещё один чемпионский титул в Румынии. После этого Садовский провёл один сезон в бухарестском «Рапиде», сумев помочь клубу выиграть титул 1940 года. В 1940 году он перешёл в «Ювентус» из Бухареста, где провёл шесть сезонов и выиграл четыре титула. Роберт завершил свою карьеру в 1947 году, проведя год в бухарестском «Чокануле».

### Карьера в сборной
Садовский представлял сборную Румынии на трёх чемпионатах мира. Впервые он сыграл одну игру на чемпионате 1937 года, когда команда заняла 10-е место. На следующем чемпионате мира, где Румыния заняла 13-е место, он сыграл три игры. На чемпионате 1947 года Садовский установил личный рекорд, шесть раз выступив в финальном турнире, а команда заняла 7-е место.

## Смерть
Садовский умер в 2000 году в возрасте 86 лет.

## Достижения

### В качестве футболиста
Рапид (Бухарест)
- Кубок Румынии (3): 1939/1940, 1940/1941, 1941/1942

### В качестве хоккеиста
Брагадиру (Бухарест)
- Румынская хоккейная лига[англ.]: 1936

Драгош Вода (Черновцы)
- Румынская хоккейная лига: 1938

Рапид (Бухарест)
- Румынская хоккейная лига: 1940

Ювентус (Бухарест)
- Румынская хоккейная лига (4): 1941, 1942, 1945, 1946